# 617 Патрокл
617 Patroclus — великий подвійний троянський астероїд Юпітера. Це темний астероїд типу D і повільний ротатор, 103-годинний орбітальний період двох його компонентів. Це один із п'яти троянських астероїдів Юпітера, на які орієнтується космічний зонд «Люсі», пролетіти повз нього заплановано на 2033 рік.
Патрокл був відкритий 17 жовтня 1906 року астрономом Августом Копфом в Гейдельберзькій обсерваторії в Німеччині, і був названий на честь Патрокла в грецькій міфології. Це був другий відкритий троянець і єдиний учасник троянського табору, названого на честь грецького діяча, оскільки умова називати один «табір» на честь грецьких діячів Троянської війни, а інший — на честь троянських діячів, ще не було встановлено.
Довгий час вважалося, що Патрокл був одним із найбільших троян Юпітера з діаметром близько 150 км. Однак у 2001 році було виявлено, що це подвійний астероїд з двох об'єктів однакового розміру. Ім'я Патрокл тепер присвоєно більшому компоненту, приблизно 110—115 км у діаметрі, тоді як другорядний, дещо менший (100—105 км у діаметрі), отримав назву Менетій. Це було перше відкриття подвійного троянського астероїда.

## Орбіта
Патрокл обертається в задній точці Лагранжа Юпітера, L5, у районі, який називається троянського табору на честь однієї зі сторін у легендарній Троянській війні (інший вузол, на L4 пункт, називається «грецький табір»).
Він обертається навколо Сонця на відстані 4,5—5,9 а. о. раз на 11 років і 11 місяців (4353 дні). Його орбіта має ексцентриситет 0,14 і нахил відносно екліптики 22 °. Спостереження за астероїдом розпочалося в Гейдельберзькій обсерваторії в листопаді 1906 року, приблизно через три тижні після його офіційного відкриття.

## Подвійна система

Зображення з телескопа Габбл Патрокла та Менетія на орбіті один одного, з травня по червень 2017 року

Патрокл і Менетій, які обертаються навколо свого центру маси, час від часу затьмарюючи один одного, в уявленні художника.

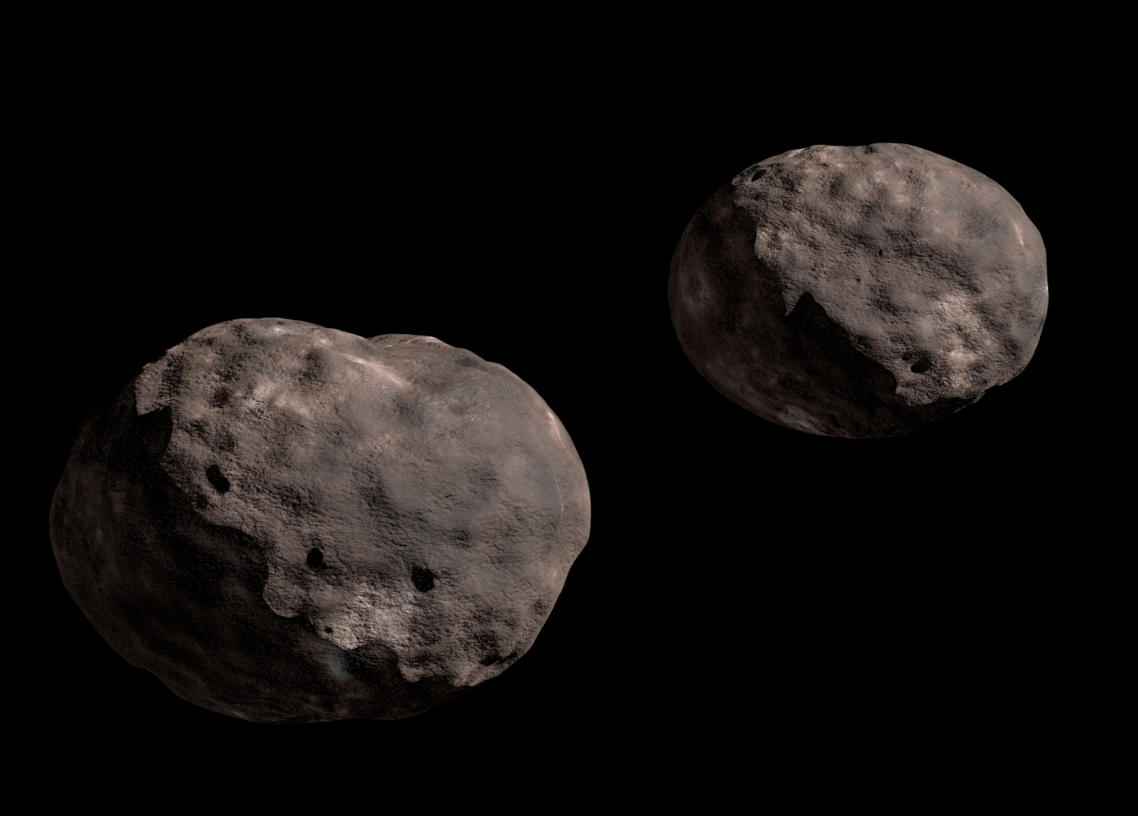
Враження художника від подвійної системи Патрокл — Менетій

У 2001 році було виявлено, що Патрокл є подвійною системою, яка складається з двох компонентів приблизно однакового розміру. Це один із шести троянських астероїдів, які вважаються подвійними. У 2006 році було повідомлено про точні вимірювання орбіти за допомогою адаптивної оптичної системи Keck Laser Guide Star.
Було оцінено, що два компоненти обертаються навколо свого центру мас за 4,283 ± 0,004 дня на відстані 680 ± 20 км приблизно круговою орбітою. Після поєднання цих спостережень із тепловими вимірюваннями, зробленими у 2000 році, розміри компонентів системи були оцінені в 106 і 98 км, з еквівалентним діаметром усієї системи 145 км, уточнено пізнішими вимірюваннями в обсерваторії Кека приблизно до 122 і 112 км для кожного партнера, і коорбітальний період 103,5 ± 0,3 год (4,3125 ± 0,0125 дня).
21 жовтня 2013 року обидва тіла закрили зорю 8,8 зоряної величини, яку спостерігала група з 41 спостерігача, розміщена по всій території США. За даними спостережень орбітальна відстань становить 664,6 км (з невідомою невизначеністю), а розмір трохи більшого компонента, який зберігає назву Патрокл, із загальним об'ємом, еквівалентним 113 ± 3 км — діаметр тіла з меншим компонентом, який тепер називається Менетій, з об'ємом, еквівалентним кулі діаметром 104 ± 3 км.

## Фізичні характеристики

### Криві блиску
Починаючи з 1989 року, кілька обертальних кривих блиску Патрокла були отримані з фотометричних спостережень. Аналіз найкращих кривих блиску дав період обертання між 102,8 і 103,5 години з амплітудою яскравості менше 0,1 зоряної величини. Низька зміна яскравості зазвичай вказує на те, що тіло має майже сфероїдну форму. Його довгий період обертання робить його повільним ротатором.

### Діаметр і альбедо
Відповідно до досліджень, проведених інфрачервоним астрономічним супутником IRAS і Wide-field Infrared Survey Explorer з подальшою місією NEOWISE, система Patroclus має ефективний загальний розмір від 140,36 до 140,92 км у діаметрі, а її поверхня має альбедо 0,047. Collaborative Asteroid Lightcurve Link використовує результати, отримані IRAS, тобто альбедо 0,0471 і діаметр 140,92 кілометра на основі абсолютної зоряної величини 8,19.

### Композиція
Останні дані свідчать про те, що об'єкти крижані, як комети, а не скелясті, як більшість астероїдів. За класифікацією Толена Патрокл є темним астероїдом типу P.
Оскільки щільність компонентів (0,88 г/см3) менша, ніж вода, і приблизно на третину від щільності каменів, було припущено, що склад системи Патрокла, яку раніше вважали парою кам'янистих астероїдів, більше схожа на кометний. Підозрюється, що багато троянців Юпітера насправді є малими планетезималями, захопленими в точці Лагранжа системи Сонце — Юпітер під час міграції планет-гігантів 3,9 мільярда років тому. Цей сценарій був запропонований А. Морбіделлі та його колегами в серії статей, опублікованих у травні 2005 року в журналі Nature.

## Відкриття

Анімація траєкторії Люсі навколо Сонця
Люсі·
Сонце·
Земля·
52246 Дональдджогансон·
3548 Еврібат·
(21900) Орус·
617 Патрокл

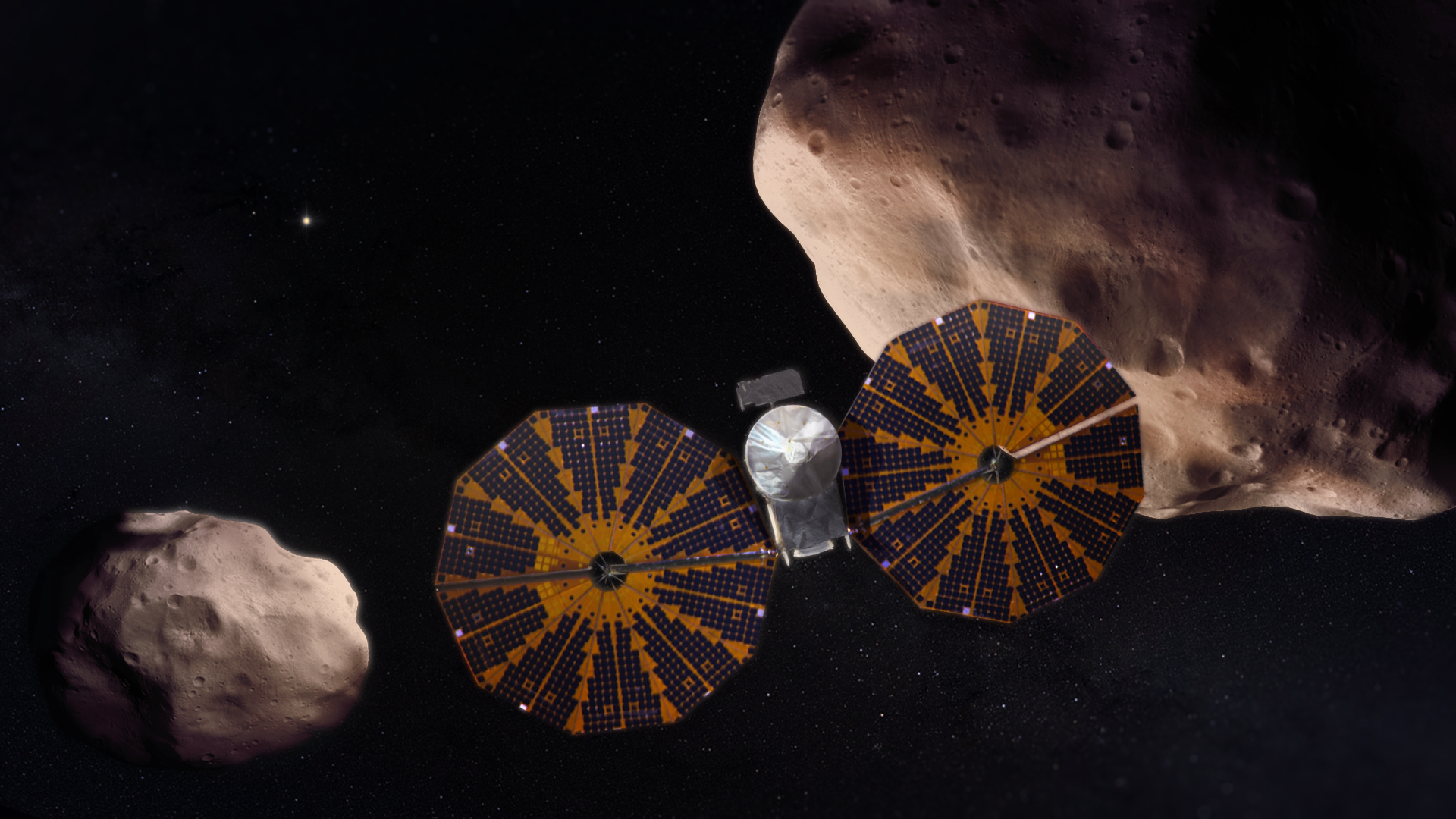
Враження художника від космічного корабля «Люсі», що пролітає повз систему Патрокла-Меноеція

Система Патрокл — Менетій є запланованою ціллю Люсі, місії прольоту до кількох астероїдів, переважно троянських Юпітера..

## Назва
Ця мала планета була названа на честь легендарного грецького героя Патрокла. Друг і коханець Ахілла, він був убитий Гектором під час Троянської війни (див. 588 Ахілл і 624 Гектор). Назву запропонував австрійський астроном Йоганн Паліза. Офіційна цитата про назви була згадана в «Назвах малих планет» Пола Гергета в 1955 році (H 65).
Супутник Менетій був названий на честь легендарного батька Патрокла. Раніше він був відомий під тимчасовим позначенням S/2001 (617) 1.
Патрокл і Менетій — єдині об'єкти в троянському таборі, названі на честь грецьких, а не троянських персонажів. Конвенції щодо іменування троянців Юпітера не було прийнято доти, доки не було названо Патрокла (так само, астероїд Гектор є єдиним троянським персонажем, який з'являється в грецькому таборі).